# Maximus (Spanien)

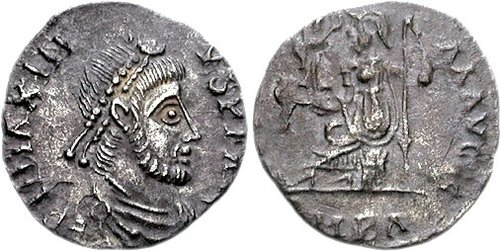
Siliqua des Maximus

Maximus († 422 in Ravenna) war ein weströmischer Gegenkaiser.
Maximus war offenbar ein Sohn des Gerontius, des Generals des weströmischen Gegenkaisers Konstantin (III.) in Spanien im Jahr 409, und diente als domesticus in der Leibgarde. Als Gerontius gegen Konstantin rebellierte, machte er Maximus in Tarraco (Tarragona) zum Augustus und marschierte anschließend nach Gallien, wobei er Maximus in Spanien zurückließ.
Als Maximus von Gerontius’ Niederlage in Arelate (Arles) 411 erfuhr, floh er zu den germanischen Söldnertruppen, die in Spanien geblieben waren. Im Jahr 417 lebte Maximus noch. Es ist sehr wahrscheinlich, dass er derjenige Maximus Tyrannus ist, welcher in Spanien Ende 418 oder in der zweiten Jahreshälfte 419 mit Unterstützung des Vandalenkönigs Gunderich (erneut) rebellierte. Maximus wurde 420 oder 421 vom comes Hispaniarum Asterius gefangen genommen und am 23. Januar 422 in Ravenna hingerichtet.